# Fortí de la Rapinya
El Fortí de la Rapinya o Castell Carlista és un castell o fortí construït als inicis de la Primera Guerra Carlina al terme municipal de Sallent (Bages) catalogat a l'Inventari del Patrimoni Arquitectònic de Catalunya. Aquesta fortificació dominava el camí de Manresa a Berga, que passava pel pla de la Rampinya, ensems dominava el pont d'entrada a la població. Després fou abandonat, subsistint la teulada pins a principis del segle xx.
L'edifici té planta rectangular, estava cobert amb una teulada de doble vessant. L'entrada està a migdia amb una petita porta. Els murs estaven foradats per dues fileres d'espitlleres i tres finestres permetien d'ús de canons en el pis superior. A l'interior no resta més que alguns pilars i de voltes. El material emprat en la construcció és de poca qualitat, només les cantonades estan fetes amb bons carreus relativament grossos.